# Ойсубась
Ойсубась (устар. Ой-Субась) — река в России, протекает по Республике Коми и Архангельской области. Устье реки находится в 13 км по левому берегу реки Субась. Длина реки составляет 10 км.

## Данные водного реестра
По данным государственного водного реестра России относится к Двинско-Печорскому бассейновому округу, водохозяйственный участок реки — Мезень от истока до водомерного поста у деревни Малонисогорская. Речной бассейн реки — Мезень.
Код объекта в государственном водном реестре — 03030000112103000044466.